# Дуэт для солиста
«Дуэт для солиста» (англ. Duet For One) — британско-американский художественный фильм 1986 года, мелодрама, снятая режиссёром Андреем Кончаловским. Главные роли в этом фильме исполнили Джули Эндрюс, Макс фон Сюдов, Алан Бейтс, Кэтрин Хэррисон, Маргарет Куртене и Руперт Эверетт.
Фильм является экранизацией произведения Тома Кемпински. Премьера фильма состоялась 25 декабря 1986 года в США (Лос-Анджелес, Калифорния). Во время премьерного показа фильм собрал в США 8 736 американских долларов.
Фильм был номинирован на международную награду — на соискание «Золотого глобуса» как лучшая актриса драматического жанра выдвигалась Джули Эндрюс.

## Сюжет
Фильм рассказывает историю Стефани Андерсон, известной скрипачки. Она серьёзно заболела. Её окружают близкие ей люди — муж Дэвид и ученик Константин. Все хотят помочь Стефани выйти из её болезненного состояния, в том числе и её психиатр доктор Льюис Фельдман.

## В ролях
- Джули Эндрюс — Стефани Андерсон, скрипачка
- Алан Бейтс — Дэвид Корнвэллис, муж Стефани
- Макс фон Сюдов — доктор Льюис Фельдман, психиатр
- Руперт Эверетт — Константин Кассанис, ученик Стефани
- Маргарет Куртене — Соня Рэндвич
- Кэтрин Харрисон — Пенни Смэллворд
- Зигфрид Штейнер — Леонид Лефимов
- Лиам Нисон — Тоттер
- Маша Мериль — Аня
- Шивон Редмонд — жена Тоттера

## Съёмочная группа
- Авторы сценария: Том Кемпински, Андрей Кончаловский и Джереми Липп
- Режиссёр: Андрей Кончаловский
- Продюсеры: Йорам Глобус, Менахем Голан и Ричард Гарсиа
- Оператор: Алекс Томсон
- Композитор: Майкл Бишоп
- Художник: Джон Грэйсмарк
- Костюмы: Эвангелин Харрисон
- Монтаж: Хенри Ричардсон